# Wybory parlamentarne w Australii w 1913 roku
Wybory parlamentarne w Australii w 1913 roku odbyły się w dniu 31 maja. Przedmiotem głosowania była obsada wszystkich 75 miejsc w Izbie Reprezentantów, a także połowy składu Senatu, czyli 18 z 36 mandatów. Zakończyły się minimalnym zwycięstwem opozycyjnej dotąd Związkowej Partii Liberalnej, która pokonała rządzącą w poprzedniej kadencji Australijską Partię Pracy (ALP), zaś jej lider Joseph Cook został nowym premierem Australii. Liberałowie uzyskali jeden mandat przewagi w Izbie Reprezentantów, ale Partia Pracy zachowała kontrolę nad Senatem. Taka sytuacja utrudniała rządzenie i ostatecznie doprowadziła do przedterminowych wyborów we wrześniu 1914. 

## Wyniki

### Izba Reprezentantów
Australijska Partia Pracy: 37 
     Związkowa Partia Liberalna: 38 
Obsadzano wszystkie 75 mandatów. 
| Partia                     | % głosów | % głosów | mandaty |
| Partia                     | wynik    | zmiana   | mandaty |
| -------------------------- | -------- | -------- | ------- |
| Związkowa Partia Liberalna | 48,94    | +3,85    | 38      |
| Australijska Partia Pracy  | 48,47    | -1,50    | 37      |
| niezrzeszeni               | 2,59     | -2,35    | 0       |

źródło: 

### Senat
Australijska Partia Pracy: 29 
     Związkowa Partia Liberalna: 7 
Obsadzano 18 z 36 mandatów. 
| Partia                     | % głosów | % głosów | mandaty        | mandaty           |
| Partia                     | wynik    | zmiana   | zdobyte w 1913 | posiadane łącznie |
| -------------------------- | -------- | -------- | -------------- | ----------------- |
| Związkowa Partia Liberalna | 49,38    | +3,83    | 7              | 7                 |
| Australijska Partia Pracy  | 48,72    | -1,58    | 11             | 29                |
| niezrzeszeni               | 0,85     | -2,51    | 0              | 0                 |

źródło: 